# Parchowo (gmina)
Pour la localité, voir Parchowo.
Parchowo est une gmina rurale du powiat de Bytów, Poméranie, dans le nord de la Pologne. Son siège est le village de Parchowo, qui se situe environ 14 km au nord-est de Bytów et 66 km à l'ouest de la capitale régionale Gdańsk.
La gmina couvre une superficie de 130,91 km2 pour une population de 3 407 habitants.

## Géographie
La gmina borde les gminy de Bytów, Czarna Dąbrówka, Lipusz, Sierakowice, Studzienice et Sulęczyno.